# Gunnera brephogea
Gunnera brephogea là một loài thực vật có hoa trong họ Dương nhị tiên. Loài này được Linden & André mô tả khoa học đầu tiên năm 1872.